# François-Xavier Garneau
François-Xavier Garneau, född 15 juni 1809 i Québec, död där 3 februari 1866, var en kanadensisk historiker.
Garneau, som tillhörde en gammal fransk släkt, var 1844–1864 stadsskrivare (greffier) i Québec och är mest bekant genom sitt arbete Histoire de Canada depuis sa découverte jusqu'à nos jours (tre band, 1845–1846; andra upplagan 1852).